# تجمع مثصير (رماة)

تعديل مصدري - تعديل

تجمع مثصير هي إحدى قرى عزلة رماة بمديرية رماة التابعة لمحافظة حضرموت، بلغ تعداد سكانها 22 نسمة حسب تعداد اليمن لعام 2004.